# Wandjuk Marika
Pour les articles homonymes, voir Marika.
Wandjuk Djuwakan Marika (île Bremer (en) vers 1927 - Darwin 1987) est un peintre, acteur et compositeur aborigène australien, ainsi qu'un militant des droits fonciers des Aborigènes d'Australie (en).
Il est membre du clan Rirratjingu (en) du peuple Yolngu du nord-est de la Terre d'Arnhem, dans le Territoire du Nord de l'Australie, et fils de Mawalan Marika.

## Biographie

### Jeunesse et formation
Wandjuk Djuakan Marika naît vers 1927 sur l'île Bremer (en) (« Dhambaliya ») dans le Territoire du Nord, en Australie,. Il est le fils aîné de Bamatja et Mawalan Marika (c. 1908-1967), peintre sur écorce et activiste politique qui était le chef du peuple Rirratjingu, l'un des contributeurs aux pétitions sur l'écorce de Yirrkala (en), et le fondateur de la dynastie artistique Marika,,. Il a quatre sœurs : Banduk, Dhuwarrwarr (toutes deux artistes et activistes), Bayngul, et Laklak,. Cette famille appartient à la fraction Dhuwa du clan Rirratjingu (en) dans la patrie de Yalangbara (en),,.
Wandjuk Marika fait ses études à la Mission méthodiste d'outre-mer de Yirrkala. Marika devient rapidement assistant d'enseignant et commence à traduire la Bible en gumatj. Ces compétences en anglais lui permettent de faire le lien entre des chercheurs et anthropologues tels que Ronald Berndt (en) et son père, alors chef du clan.
Il apprend la peinture sur écorce auprès de son père, qu'il assiste occasionnellement,.

### Carrière
Ses peintures expriment les traditions et les croyances spirituelles de son peuple, notamment Djang'kawu Story (l'histoire de Djang'kawu, 1960) et Birth of the Djang'kawu Children of Yelangbara (la naissance des enfants Djang'kawu de Yelangbara, 1982). Djang'kawu est l'ancêtre fondateur des Rirratjingu (en) dans les histoires traditionnelles, qui a donné naissance au clan à Yalangbara (en). Il a également peint l'histoire des sœurs Wawalag. L'expression de ces histoires faisait partie de ses responsabilités en tant que chef de clan, et ces compétences lui ont été transmises par son père, Mawalan Marika.
Dans un tableau de 1959, Sea life (Dreaming of the artist’s mother) (Vie marine : Rêve de la mère de l'artiste, 1959), Marika exprime des éléments du clan Warramirri (Djaŋu (en)) de sa mère. La reproduction sans son autorisation de l'histoire de Djang'kawu sur un torchon en 1959 l'a tellement bouleversé qu'il a cessé de peindre pendant plusieurs années.
Comme on lui avait enseigné l'anglais à l'école de la mission, il a utilisé ses compétences pour aider des anthropologues tels que Charles P. Mountford ainsi que Ronald (en) et Catherine Berndt à comprendre la culture yolngu.
À la mort de son père en 1967, Wandjuk devient le « chef rituel du peuple Rirratjingu ». En 1973, il cofonde l'Aboriginal Arts Board, et en devient le président de 1976 à 1979,.
En tant qu'acteur, Marika joue dans les films Le Pays où rêvent les fourmis vertes (1984) et Initiation (en) (1987). Il a également joué dans les mini-séries télévisées Women of the Sun (1981) et La Vengeance aux deux visages (1983). Il est à la fois acteur et compositeur dans Le Pays où rêvent les fourmis vertes.
Il est aussi l'auteur de The Aboriginal Children's History of Australia.

### Engagement politique
Marika écrit de nombreuses lettres, sans succès, au gouvernement de l'Australie pour protester contre l'exploitation minière des terres des Yolngu. En août 1963, il aide à envoyer la première de plusieurs pétitions d'écorce au gouvernement du Commonwealth pour protester contre la décision d'accorder des baux miniers sur la péninsule de Gove lors de l'affaire des droits fonciers de Gove (en),. La pétitions sur l'écorce de Yirrkala (en) a été le premier document indigène à être officiellement reconnu et accepté par le Parlement australien, et conduit à l'adoption de la première législation sur les droits fonciers aborigènes en Australie (en).
Marika a fait pression pour la création de l'Aboriginal Artists Agency en 1973 afin de protéger les droits d'auteur des artistes autochtones et la propriété intellectuelle indigène,.
Wandjuk Marika meurt le 15 juin 1987 à Darwin. Il a un fils, Mawalan, dit « Mawalan 2 Marika », également artiste, et une fille, Rarriwuy Marika. Il est aussi l'oncle de Raymattja Marika (c. 1959-2008), éducatrice, linguiste et défenseuse culturelle des Aborigènes d'Australie.

## Œuvres

### Peinture
Wandjuk Marika reproduit principalement des mythes du cycle des Djang’kawu. Ceux-ci décrivent l'observation marine, l'exploration en canoé, la chaleur du soleil levant, en utilisant le symbolisme des éléments et des animaux marins. On retrouve ces éléments dans Djang’kawu Story (The sun rising) (1959), Sea life (Dreaming of the artist’s mother) (1959), Djan'kawu story (c. 1963), ainsi que Djang’kawu at Gumararra (2012), qui utilise plutôt le soleil couchant avec une figure des sœurs Djang’kawu.
Les peintures de Wandjuk Marika sont acquises et conservées dans plusieurs institutions muséales depuis les années 1950 :
- Australie
  - Musée national du Victoria (Melbourne)[21]
  - Galerie d'art de Nouvelle-Galles du Sud (Sydney)[1]
  - Galerie nationale d'Australie (Canberra)[22]
  - Galerie d'art d'Australie-Méridionale (Adélaïde)[23]
- Royaume-Uni
  - British Museum (Londres)[24]

### Ouvrages publiés
Liste d'ouvrages écrits par Marika ou auxquels il a collaboré :
- (en) Wandjuk Marika, The aboriginal childrens history of Australia Relié, Adelaïde/Sydney/Hawaï, Rigby/Island Heritage : Aboriginal arts board, Australia council, 1977 (ISBN 978-0727002365).
- (en) Jennifer Isaacs et Wandjuk Marika, Wandjuk Marika : life story, St. Lucia (Australie), University of Queensland Press, 1995 (ISBN 9780702225642).« Biographie de l'homme d'Etat et artiste yolngu Wandjuk Marika ; impact de la Seconde Guerre mondiale, des missionnaires et des anthropologues en Terre d'Arnhem ; interactions avec la compagnie minière Nabalco ; droits fonciers ; Aboriginal Arts Board ; droits d'auteur ; peinture sur écorce ; culture traditionnelle ; sac sacré dilly ; cérémonies ; histoire de la création de Djankawu ; chasse au crocodile[26]. »
- (en) Wandjuk Marika, « Painting Is Very Important (Story as Told to Jennifer Isaacs) », dans Ulli Beier (dir.), Long Water: Aboriginal Art and Literature, Sydney, Aboriginal Artists Agency, 1986, p. 7–18.
- (gnn) Wandjuk Marika, Yirrkala School Literature Production Centre, Nganapurru malng'marama balandanha runu'nguru baman', Yirrkala Community School Literature Production Centre, 1985 (ISBN 9780864090355).Histoire d'aider un pilote américain dont l'avion s'est écrasé à retrouver son chemin de Dhambaliya à Yirrkala. Racontée en gumatj avec un résumé en anglais.
- Plusieurs contes dans : (en) Jennifer Isaacs, Australian Dreaming : 40,000 Years of Aboriginal History, Lansdowne Pr, 1980 (ISBN 978-0701813307).
  - « The Wawilak Sisters » (75-76).
  - « Djankawu and His Sisters » (77-78).
  - « Jambuwal, The Thunder Man » (130-131).

## Reconnaissance
En 1979, il est nommé Officier de l'Ordre de l'Empire britannique dans la liste d'honneur de l'anniversaire de la Reine, pour sa contribution à l'art,,.
Un portrait photographique de Marika par Juno Gemes (en) (1979) est exposé à la National Portrait Gallery of Australia, à Canberra et plusieurs de ses peintures figurent à la Galerie d'art de Nouvelle-Galles du Sud.
Son nom a été donné au Wandjuk Marika 3D Memorial Award, une catégorie du prestigieux National Aboriginal & Torres Strait Islander Art Award (en), décerné chaque année par le Musée et galerie d'art du Territoire du Nord,.